# JSTOR
JSTOR (prescurtare pentru Journal Storage) este o bibliotecă digitală fondată în 1995 în New York, SUA. Conținând inițial ediții anterioare digitizate ale revistelor științifice, acum cuprinde cărți și alte surse primare, precum și ediții actuale ale revistelor din domeniul umanist și al științelor sociale. Oferă texte complete din aproape 2000 de reviste.
Din 2013 peste 8000 de instituții din peste 160 de țări aveau acces la JSTOR. Majoritatea accesului se face pe bază de abonament, dar o parte din site este în domeniul public, iar conținutul cu Acces Deschis este disponibil gratuit.